# Bečov nad Teplou (nádraží)
Bečov nad Teplou je železniční stanice v západní části města Bečov nad Teplou v okrese Karlovy Vary v Karlovarském kraji, nedaleko řeky Teplé. Leží na neelektrizovaných jednokolejných tratích Rakovník – Bečov nad Teplou v km 87,692 a Karlovy Vary – Mariánské Lázně v km 33,218.
Areál železniční stanice tj. výpravní budova čp. 331, bývalá výtopna, obytná budova čp 329, vodní jeřáb, drážní vodárna, točna a oplocení, je od roku 1995 chráněná kulturní památka.

## Historie

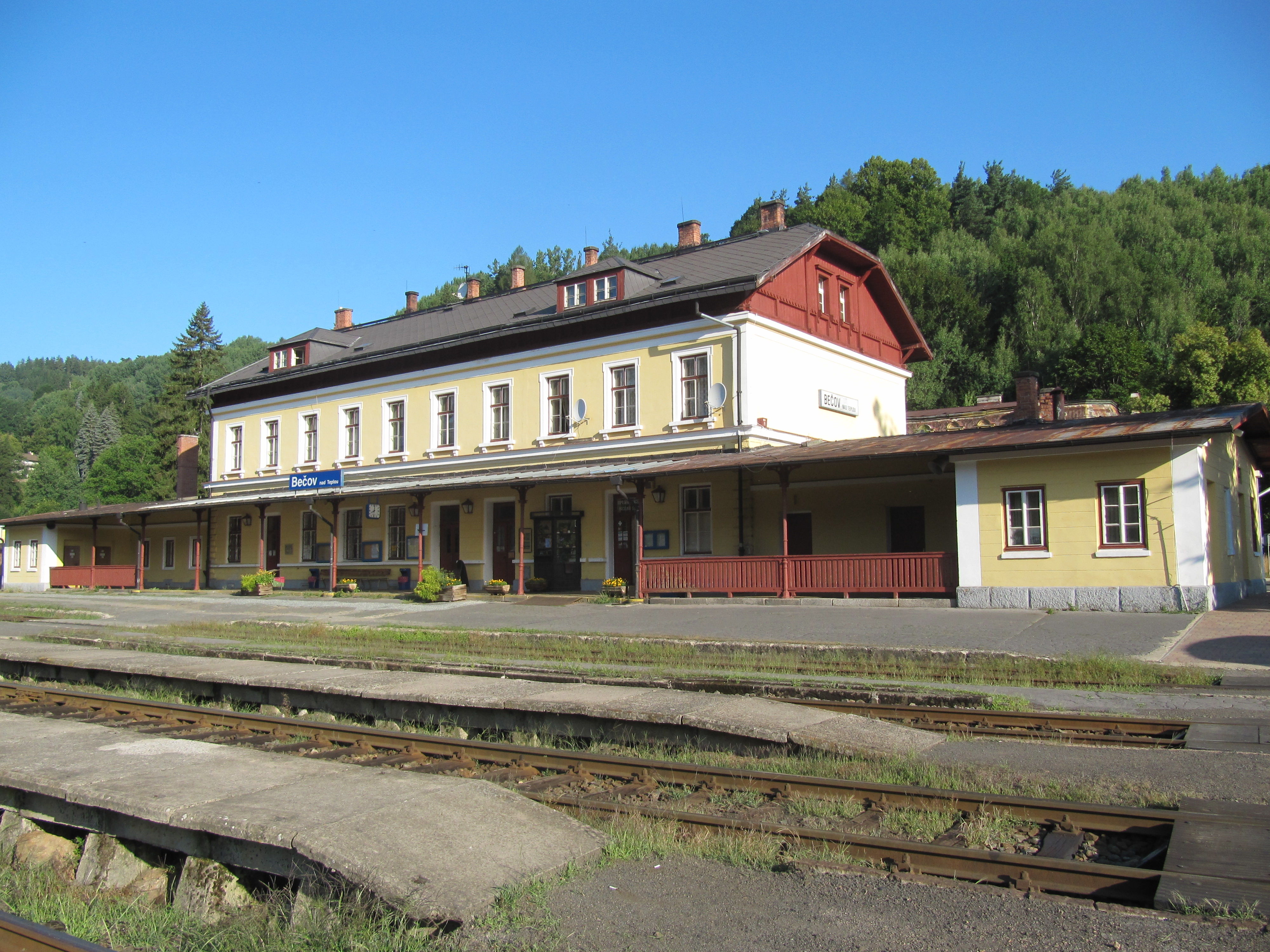
Stanice před rekonstrukcí

Stanici otevřela 20. listopadu 1898 společnost Místní dráha Rakovník-Bochov-Bečov v úseku ze Žlutic do Bečova nad Teplou, kam byla 27. června 1897 zprovozněna trať z Rakovníku. Dráha zde vystavěla nutné zázemí koncové stanice: lokomotivní výtopnu a točnu. Z Bečova bylo pak od 17. prosince 1898 možné pokračovat v severním směru na Karlovy Vary či v jižním na Mariánské Lázně díky projektu společnosti Místní dráha Mariánské Lázně-Karlovy Vary. Budova bečovského nádraží vznikla dle typizovaného stavebního vzoru.
Po zestátnění železničních společností po roce 1908 v Rakousku-Uhersku pak obsluhovala stanici jedna společnost, Císařsko-královské státní dráhy (kkStB), po roce 1918 pak správu přebraly Československé státní dráhy.
V roce 2020 byla stanice zrekonstruována do nové podoby. Předělána byla nástupiště i kolejiště.

## Popis
Do rekonstrukce se zde nacházela čtyři jednostranná úrovňová nástupiště, k příchodu k vlakům sloužily úrovňové přechody přes koleje.
Po rekonstrukci v roce 2020 se ve stanici nacházejí rovněž čtyři nástupiště, ovšem dvě z nich slouží pouze při mimořádnostech. U staniční budovy se u koleje číslo 5 (pro cestující značené jako 1) nachází jednostranné vnější nástupiště. Mezi kolejemi 3 a 2, které jsou pro cestující značeny v opačném pořadí jako 2 a 3, se nachází oboustranné poloostrovní úrovňové nástupiště s přístupem pomocí úrovňového přechodu. Toto nově vybudované poloostrovní nástupiště rozdělilo původní kolej číslo 1 na koleje 1a a 1b zakončené zarážedly. Obě tato nástupiště mají nástupní hrany o délce 60 metrů. Ve stanici se dále nacházejí dvě jednostranná úrovňová nástupiště určená pro mimořádnosti. Jedno u koleje číslo 1a o délce 29 metrů a druhé u koleje číslo 4 o délce 68 metrů. Rekonstrukce nezasahovala do areálu depa.

## Galerie

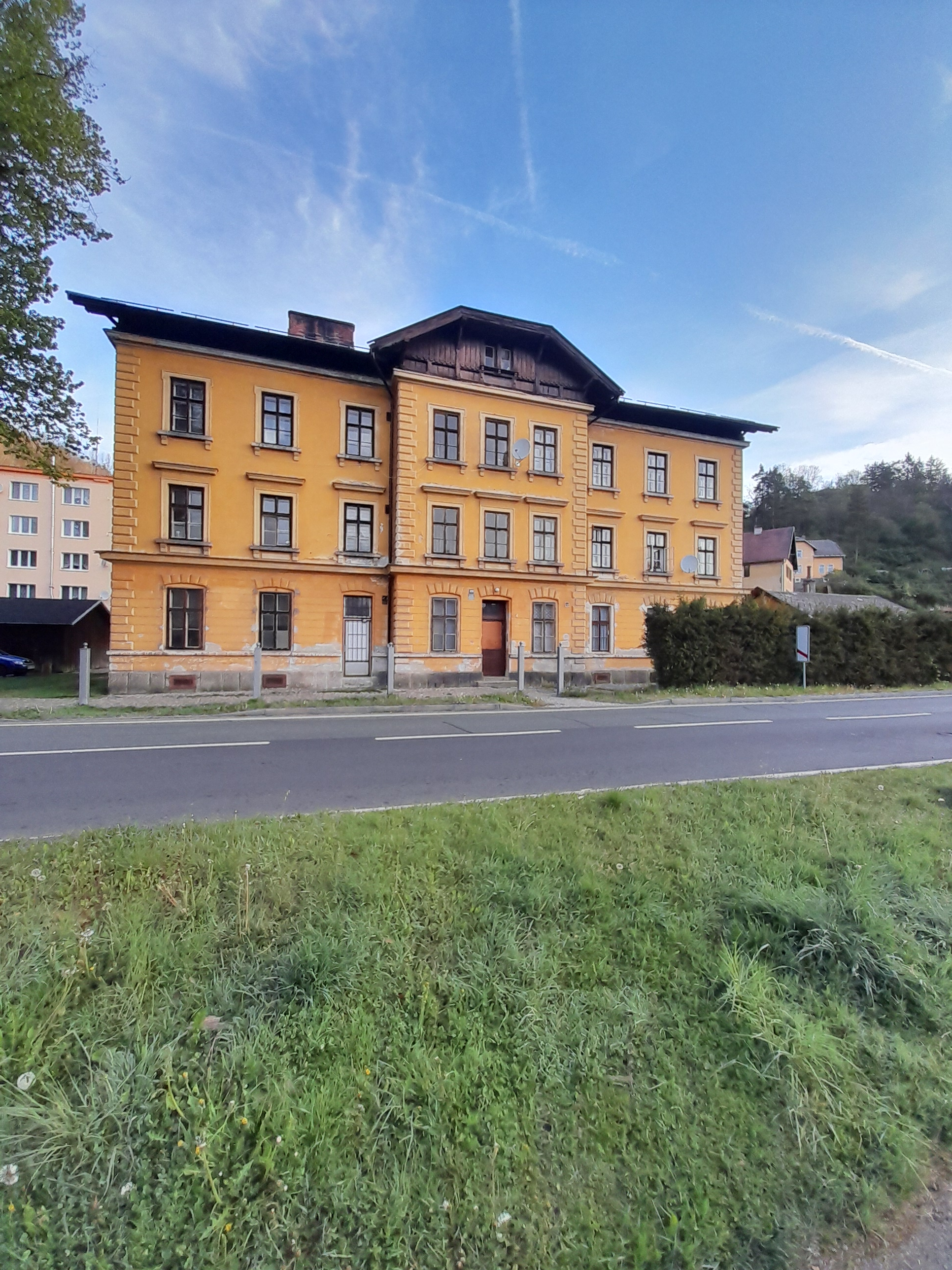
Obytný dům U Trati čp. 329
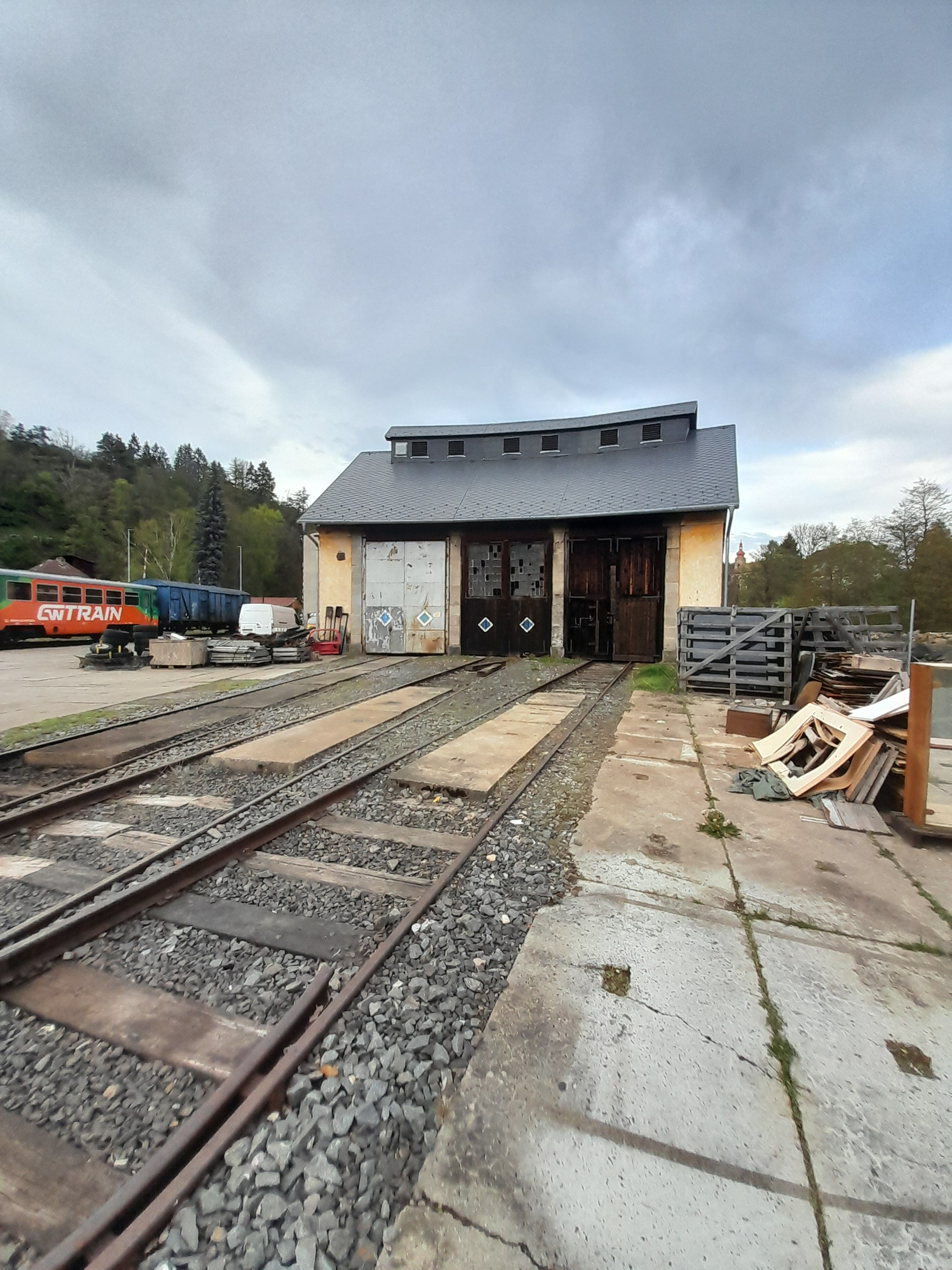
Výtopna
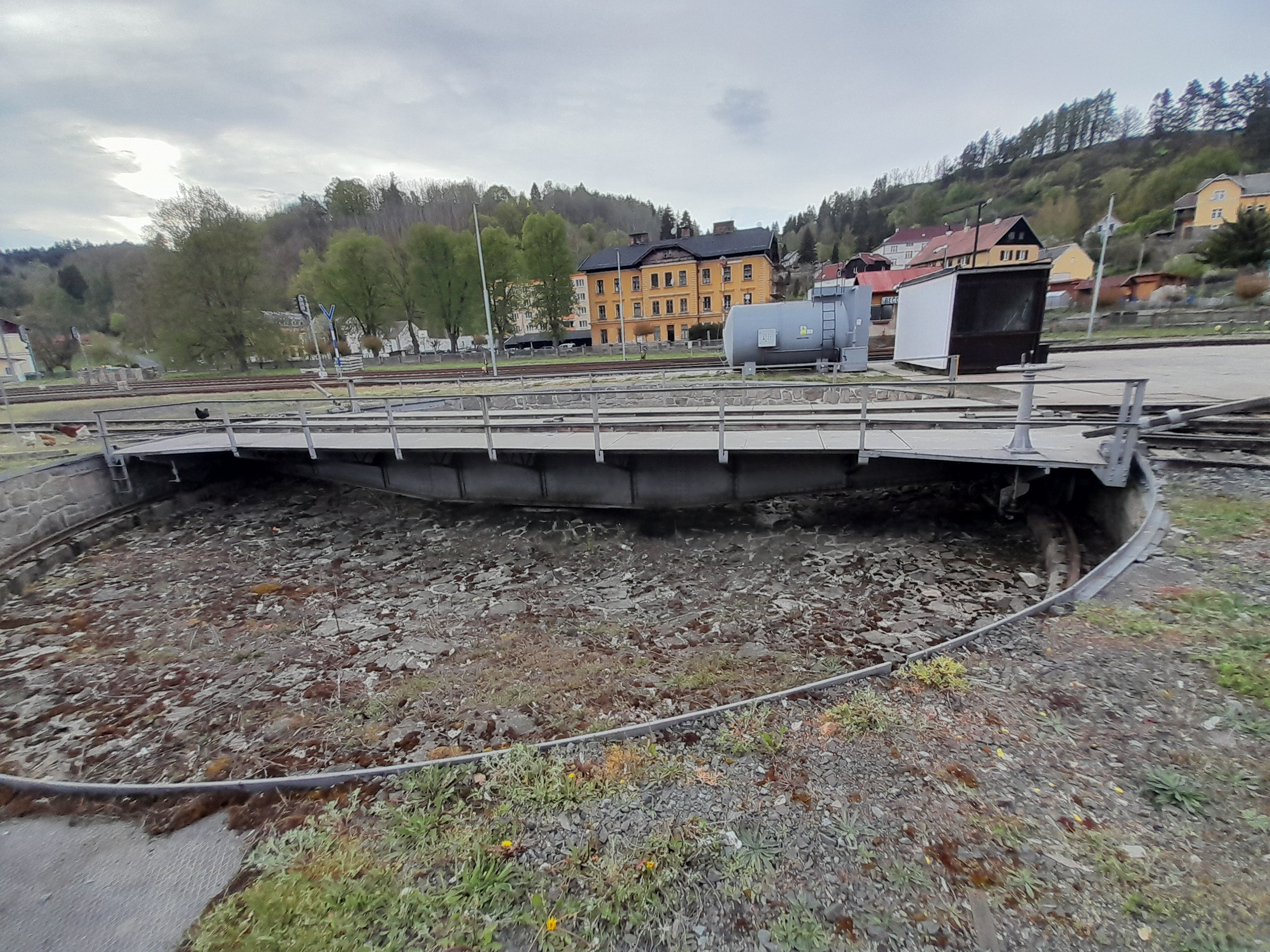
Točna
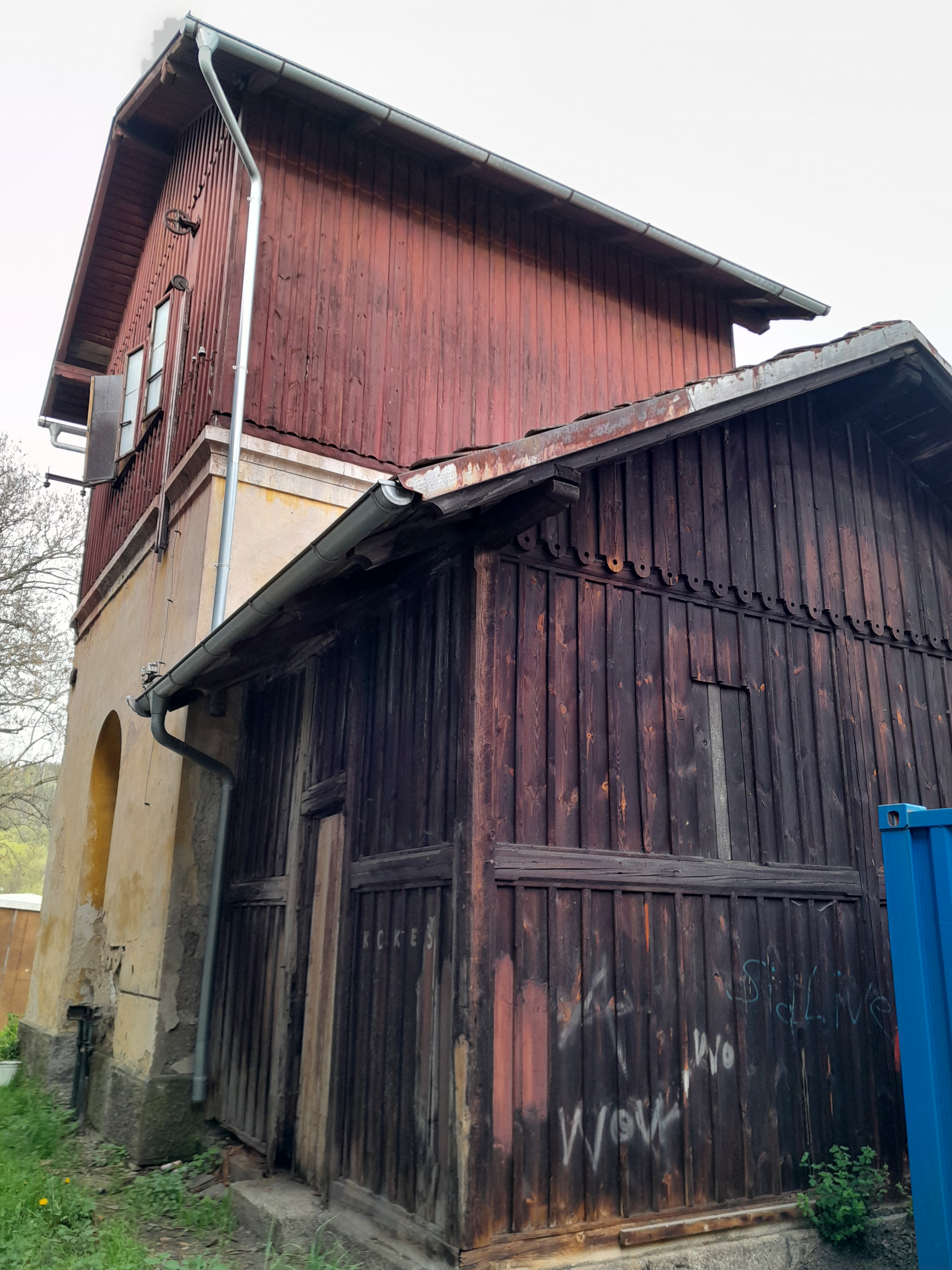
Drážní vodárna
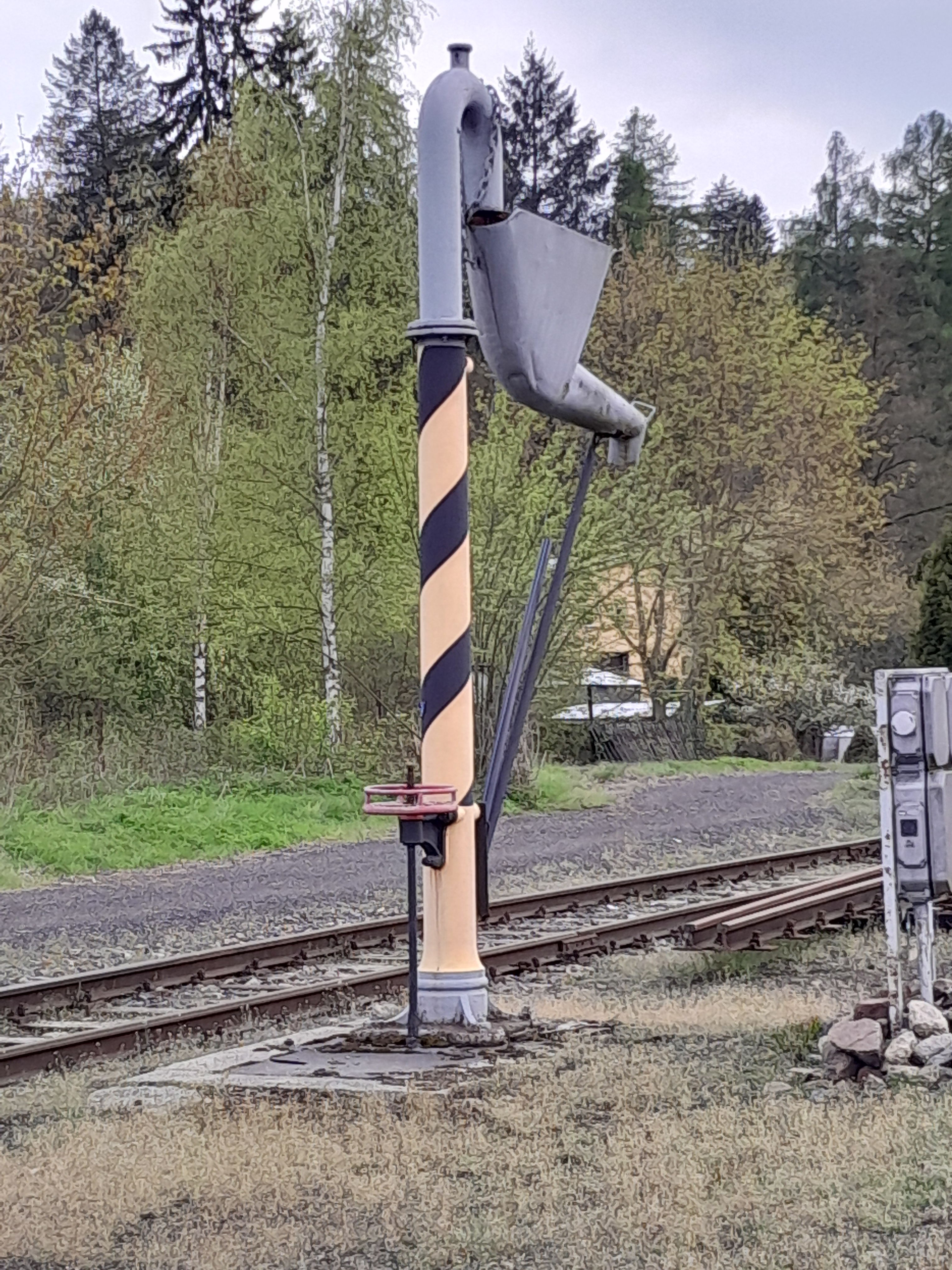
Vodní jeřáb
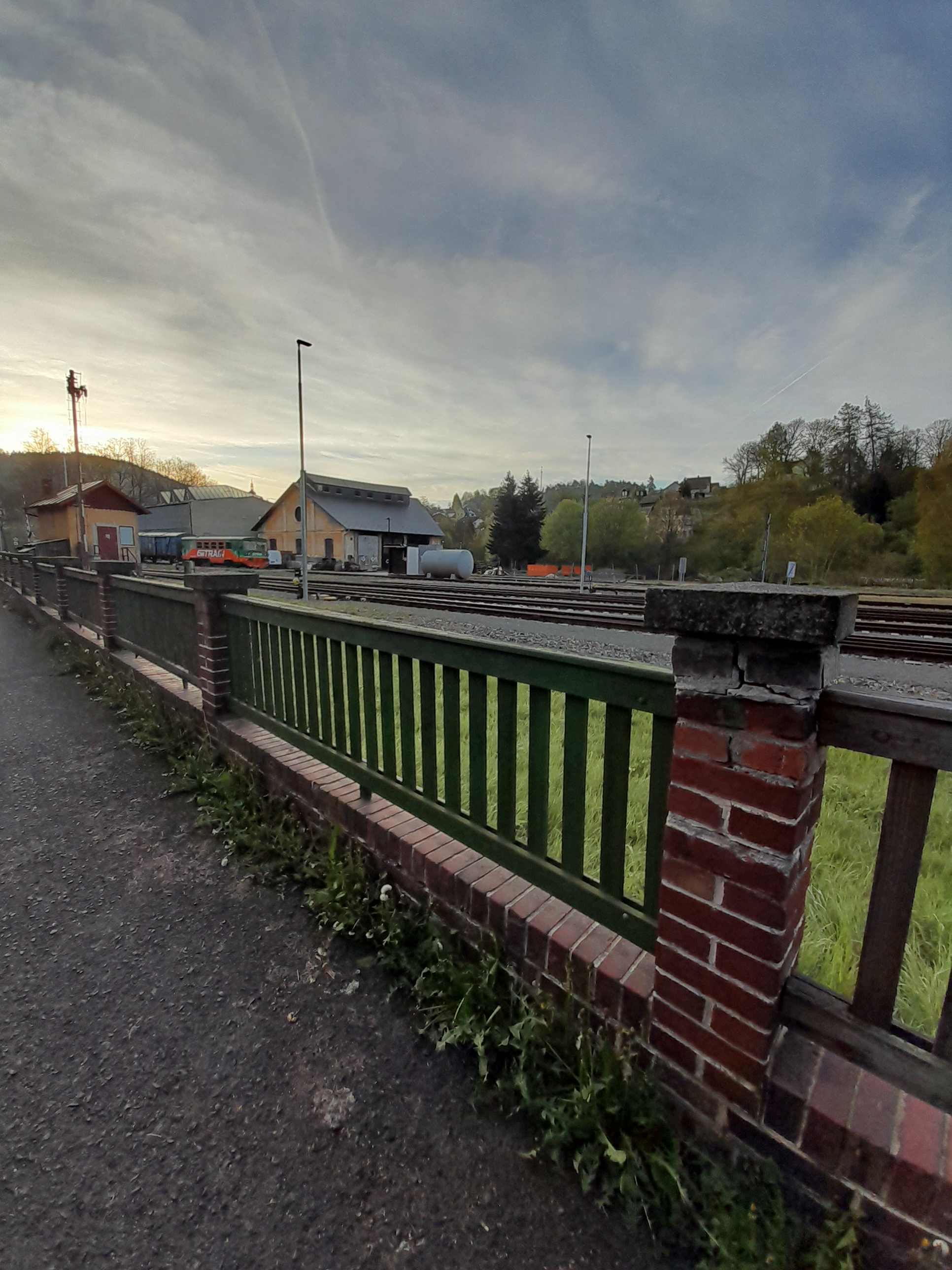
Oplocení areálu nádraží
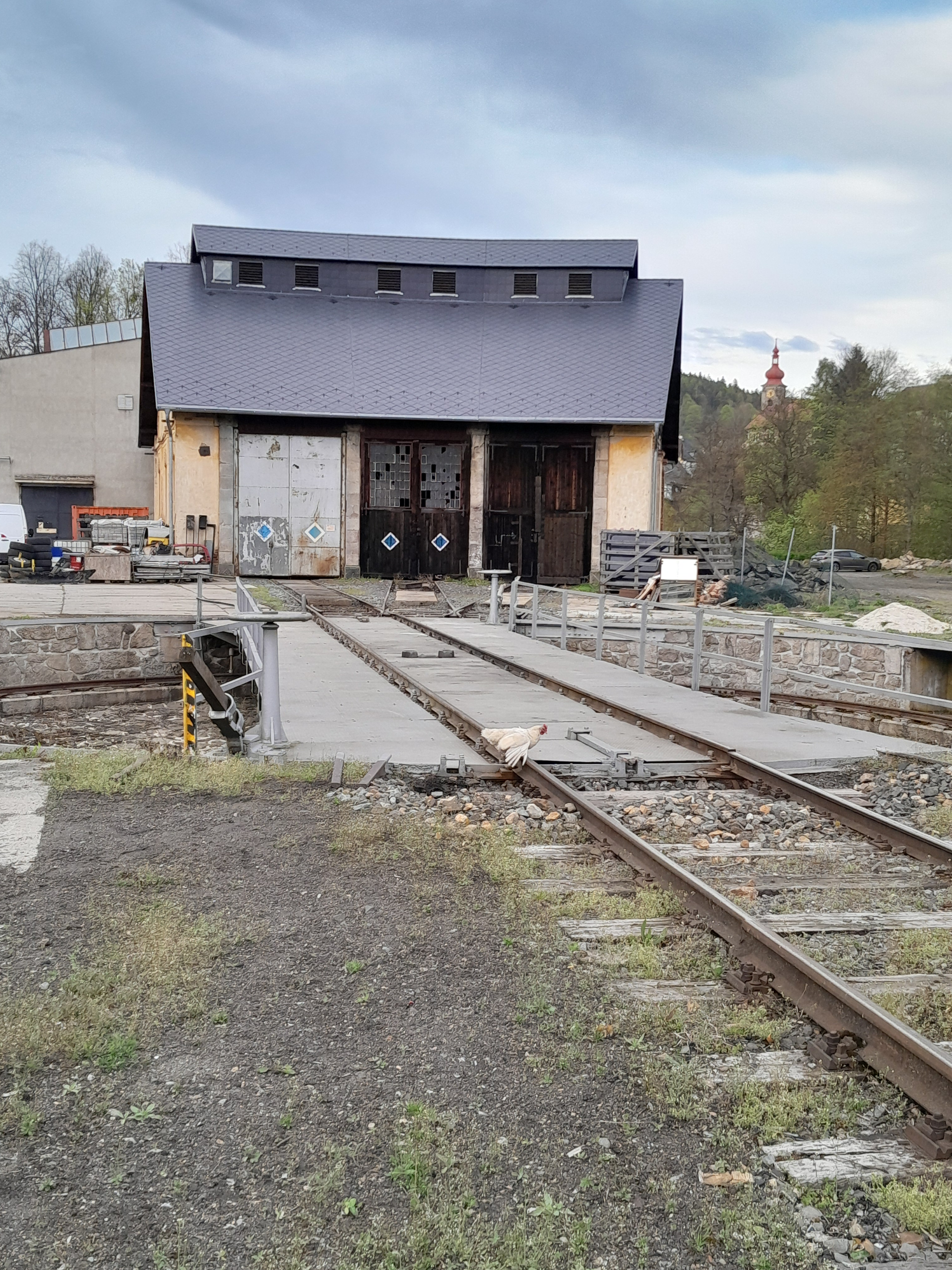
Točna s výtopnou
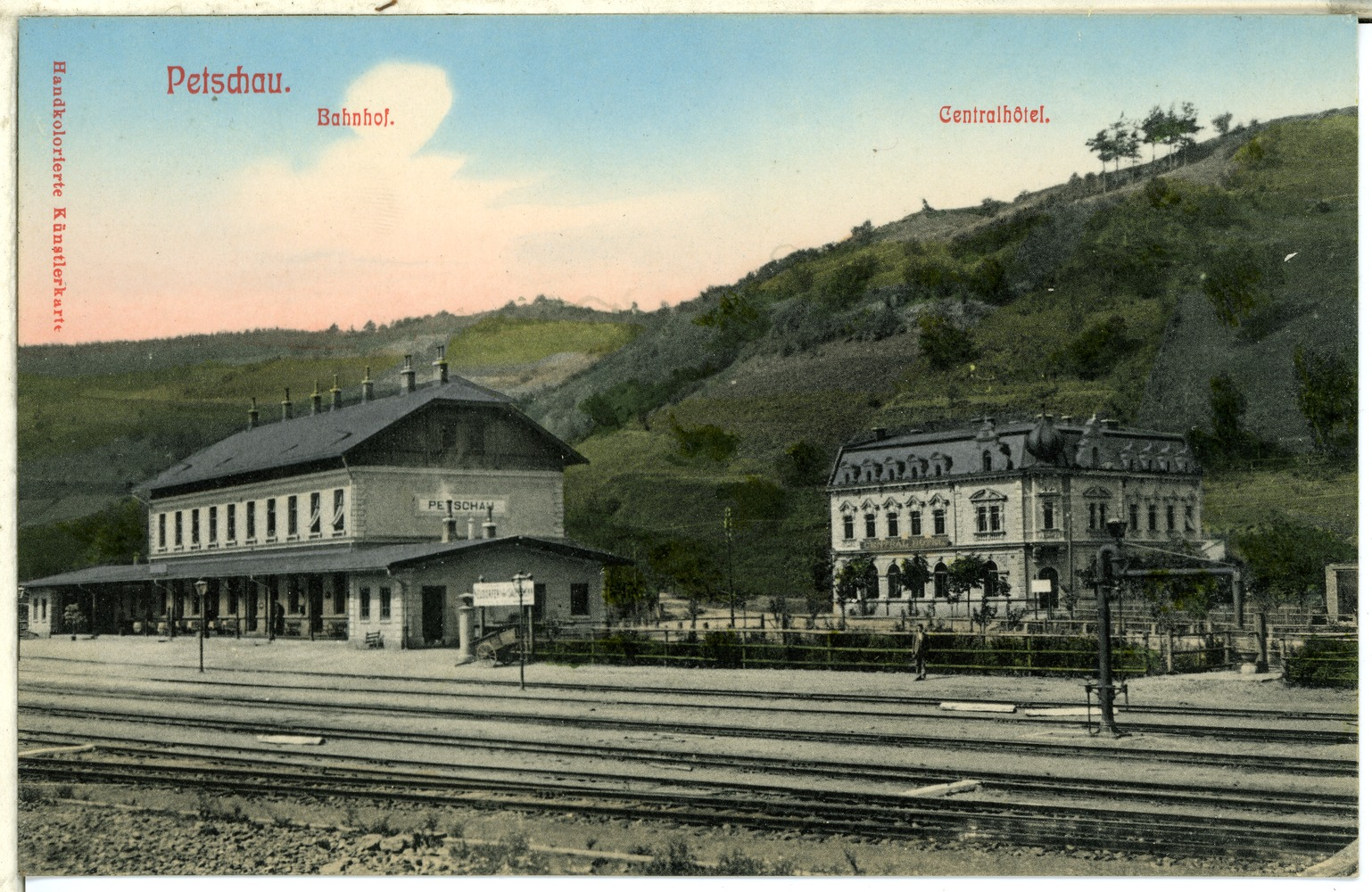
Dobová pohlednice s nádražím a hotelem